# Sonic the Hedgehog (joc video din 2006)
Sonic the Hedgehog, cunoscut și sub numele de Sonic Next Gen, este un joc video lansat în 2006 pentru PlayStation 3 și Xbox 360, creat pentru a sărbătorii a 15-a aniversare a seriei Sonic the Hedgehog. A fost dezvoltat de Sonic Team și publicat de Sega.
Jocul își împarte numele cu două vechi jocuri video, o revistă manga, un desen animat, o serie de benzi desenate și personajul lor principal. Pentru a nu fi confundat, jocului i s-a spus Sonic 2006.

## Povestea
Prințesa Elise este conducătoarea pașnicului oraș Soleanna. În timpul „Festivalului Soarelui” orașul este atacat de către Dr. Eggman care caută secretele unei arme foarte puternice, „Flăcările Dezastrului” numită și Iblis sau Solaris, care îl v-a ajuta să cucerească lumea. Ca de obicei, Sonic apare și o salvează pe Elise ajutând-o să fugă, iar Elise îi dă lui Sonic Smaraldul Haosului (Chaos Eemerald).
În dimineața următoare, Sonic se întâlnește cu Tails care încearca să o gasească pe Elise, plănuind să o salveze pe Elise. Sonic și Tails distrag atenția roboților lui Eggman salvând-o pe Elise. Elise îi explică lui Sonic că ea este paznicul sigiliului lui Iblis pe care Eggman speră să-l dezlănțuie și că numai ea deține secretul către puterea lui.
În timp ce ei se întorc în orașul Soleanna, Sonic este atacat de un fel de arici telechinetic numit Silver care încearcă să-l omoare. În timp ce ei doi se luptă, Eggman o răpește pe Elise din nou. Când Silver era gata să dea lovitura finală, Shadow intervine și-l salvează pe Sonic având posibilitatea și el să o salveze pe Elise. Cei doi arici se i-au la bătaie. Shadow îl învinge utilizând Smaraldul Haosului cel verde oprindu-l în timp și lovindu-l cu piciorul în cap.